# GLUT1
GLUT1 är ett transmembrant enzym på epitelceller i blod- hjärnbarriären samt på erytrocyter. Enzymet underlättar transporten av glukos in i cellen, och är ansvarigt för transporten av glukos in till hjärnan.
GLUT1 tar även upp vitamin C över cellmembranet, framför allt hos däggdjur som inte har förmågan att själva syntetisera vitaminet.